# Bill Tanner
Pour les articles homonymes, voir Tanner.
Ne doit pas être confondu avec Biff Tannen.
Bill Tanner est un personnage de fiction de la série de films James Bond. C'est le chef d'état-major de M.

## Œuvres où le personnage apparaît

### Romans
- Moonraker (1958)
- James Bond contre Dr No (1960)
- On ne vit que deux fois (1964)
- L'homme au pistolet d'or (1965)

### Cinéma
- 1974 : L'Homme au pistolet d'or (The Man with the Golden Gun), interprété par Michael Goodliffe
- 1981 : Rien que pour vos yeux (For Your Eyes Only), interprété par James Villiers
- 1995 : GoldenEye, interprété par Michael Kitchen
- 1999 : Le monde ne suffit pas, interprété par Michael Kitchen
- 2008 : Quantum of Solace, interprété par Rory Kinnear
- 2012 : Skyfall, interprété par Rory Kinnear
- 2015 : 007 Spectre, interprété par Rory Kinnear
- 2021 : Mourir peut attendre, interprété par Rory Kinnear

### Jeux vidéo
- 2000 : James Bond 007 : Le monde ne suffit pas doublé par Michael Kitchen (images d'archive)
- 2008 : 007: Quantum of Solace doublé par Nick Jameson
- 2010 : Blood Stone 007 doublé par Rory Kinnear
- 2010 : GoldenEye 007 doublé par Rory Kinnear
- 2012 : 007 Legends doublé par Rory Kinnear